# Локалита Гето (Асти)
Локалита Гето је насеље у Италији у округу Асти, региону Пијемонт.
Према процени из 2011. у насељу је живело 26 становника. Насеље се налази на надморској висини од 228 м.